# حشره‌خوار راه‌راه کوچک
 حشره‌خوار راه‌راه کوچک (نام علمی: Sorex bedfordiae) نام یک گونه از سرده حشره‌خوارهای دم‌دراز است.